# Danuta Fromm
Danuta Fromm (ur. 26 lutego 1946 w Kłecku) – polska koszykarka, reprezentantka Polski, medalistka mistrzostw Polski.

## Kariera sportowa
Przez niemal całą karierę sportową była związana z Lechem Poznań, z którym wywalczyła trzy brązowe medale mistrzostw Polski (1971, 1972, 1973).
W 1965 reprezentowała Polskę na mistrzostwach Europy juniorek, zajmując z drużyną czwarte miejsce. W latach 1966–1978 wystąpiła w 277 spotkaniach reprezentacji Polski seniorek, m.in. sześciokrotnie na mistrzostwach Europy (1966 - 8 m., 1970 - 6 m., 1972 - 9 m., 1974 - 9 m., 1976 - 6 m., 1978 - 5 m.).

## Osiągnięcia
Drużynowe
- Mistrzyni Polski juniorek (1962)
- Wicemistrzyni Polski juniorek (1963)
- Brązowa medalistka mistrzostw Polski (1971, 1972, 1973)

Reprezentacja
- Uczestniczka mistrzostw Europy:
  - 1966 – 8. miejsce, 1970 – 6. miejsce, 1972 – 9. miejsce, 1974 – 9. miejsce, 1976 – 6. miejsce, 1978 – 5. miejsce).
  - U–18 (1965 – 4. miejsce)